# Królowa przetrwania
Królowa przetrwania – polski program telewizyjny typu reality show oparty na niderlandzkim formacie Echte Meisjes in de Jungle i emitowany od 28 grudnia 2023 na platformach streaminowych Player/Max i na antenie telewizji TVN 7. Prowadzącym program jest Izuagbe Ugonoh.

## Zasady programu
W programie bierze udział 12 celebrytek, które przez kilka dni zamieszkują tajską dżunglę. Muszą wykonać serię zadań wymagającej sprawności fizycznej lub znajomości wiedzy ogólnej. 

## Uczestniczki
Pierwsza edycja była nadawana od 28 grudnia 2023 do 1 marca 2024. W programie wzięły udział: Aneta Kurp, Josephine Kwaśniewska, Ewelina Kubiak, Klaudia Klimczyk, Monika Miller, Edyta Folwarska, Klaudia Nieścior, Marta Linkiewicz, Waleria Szewczyk, Wiktoria Kozar, Natalia Janoszek i Ewa Piekut. W finale zwyciężyła Kwaśniewska.
Druga edycja była emitowana od 6 stycznia do 26 lutego 2025. W programie wystąpiły: Elizabeth Anorue, Ola Ciupa, Natalia „Natsu” Karczmarczyk, Agnieszka Kaczorowska, Agnieszka Kotońska, Kasia Nast, Paulina Smaszcz, Karolina Sankiewicz, Marianna Schreiber, Magdalena Stępień, Ola Tomala i Eliza Trybała. W finale zwyciężyła Karczmarczyk.

## Emisja programu

### Spis serii
| Seria | Seria | Odcinki    | Sezon telewizyjny | Początek emisji w telewizji | Data finału    |
| ----- | ----- | ---------- | ----------------- | --------------------------- | -------------- |
|       | 1.    | 1–11 (11)  | zima 2023/2024    | 28 grudnia 2023             | 1 marca 2024   |
|       | 2.    | 12–21 (10) | zima 2025         | 6 stycznia 2025             | 26 lutego 2025 |

## Oglądalność
Pierwszą edycję programu oglądało średnio 217 tys. widzów TVN 7, co dało stacji 2,63 proc. w grupie ogólnej 4+, 3,89 proc. w grupie komercyjnej 16-49 i 3,49 proc. w grupie 16-59. Drugi sezon śledziło średnio 363 tys. widzów, co zapewniło stacji 2,88 proc. udziału w grupie 4+ i 4,61 proc. w grupie 20-54.